# Осмон Али
Осмо́н Али́ (кирг. وسمون الئ; ок. 1903—1935) — первый кыргызский генерал, известный своим правлением в Кашгаре и борьбой за независимость Восточного Туркестана от китайского владычества. Его военная и политическая деятельность сыграла ключевую роль в событиях начала XX века на территории современного Синьцзян-Уйгурского автономного района Китая. Его вклад в антиколониальные восстания против китайской власти оставил значительный след в истории региона.

## Биография
Осмон Али родился в деревне Кызыл-Ой, расположенной в районе Улуу-Чат на территории современного Синьцзяна, Китай. Он происходил из крупного рода кыргызов — Чоңбагыш, который играл значительную роль в жизни местного сообщества.
О детстве Осмона Али известно немного. Сведения о его образовании также ограничены, однако предполагается, что он обладал навыками и знаниями, необходимыми для ведения общественной деятельности. Его младший брат, по имени Өмүр, был более образованным и окончил высшее учебное заведение..
Осмон Али получил прозвище «Осмон касап» из-за своей работы мясником. Его деятельность в этой области принесла ему известность в местном сообществе, но вскоре он начал участвовать в политической жизни региона. Осмон паша проявил себя как лидер с глубоким пониманием нужд своего народа и стремлением к защите их интересов.
Политическая деятельность Осмона Али началась на фоне ухудшающейся ситуации в регионе, связанной с усилением китайского контроля над Синьцзяном. Осмон Али стал известен как активный противник китайских властей, выступая за права кыргызов и других этнических групп, проживающих в этом регионе. Он принимал участие в различных движениях за независимость, которые вспыхивали в начале XX века, включая народные восстания против китайского владычества в Кашгаре и его окрестностях. Осмон паша активно взаимодействовал с другими лидерами антиколониальных движений, стремясь объединить усилия разных этнических групп для борьбы за свободу региона.

## Военная деятельность
Осмон Али стал лидером кыргызских войск в контексте растущего сопротивления китайскому владычеству в Синьцзяне. В 1930-х годах китайские власти усилили контроль над регионом, что вызвало волну недовольства среди местных этнических групп, включая кыргызов. Осмон паша, обладая авторитетом среди кыргызского народа и поддержкой со стороны своих соратников, начал играть ключевую роль в организации сопротивления. Его лидерские качества и умение вести переговоры с различными группами позволили ему занять позицию военного лидера.

### Участие в Кызыльской резне и захвата Кашгара
В июне 1933 года, незадолго до захвата Кашгара, Осмон Али, совместно с Нур Ахмадом, возглавил уйгурских и кыргызских бойцов в нападении на колонну отступающих китайских солдат и мусульман хуэйцзу, направлявшихся из Яркенда в Кашгар. Это событие, известное как Кызыльская резня, привело к гибели около 800 человек. Нападавшие не делали различий по этнической или религиозной принадлежности своих жертв.
В 1933 году, когда китайские власти столкнулись с массовыми восстаниями, Осмон Али был выбран лидером кыргызских войск для участия в сопротивлении. Его стратегия заключалась в использовании китайского оружия, полученного для подавления восстаний, против самих китайцев. Это позволило ему успешно организовать наступление на Кашгар, которое завершилось освобождением города от китайского контроля. В результате этого успеха Осмон Али был провозглашен генералом и получил звание «паша», что было значительным признанием его военных заслуг.

### Конфликты и предательство
После освобождения Кашгара Осмон паша столкнулся с серьёзными разногласиями среди лидеров антиколониального движения. Основные причины этих разногласий заключались в различиях в видении будущего региона и в борьбе за власть между различными этническими группами и их лидерами.
Одной из ключевых проблем стало недоверие между кыргызами и дунганами. Хотя Осмон Али пытался наладить союз с дунганами для укрепления антиколониального фронта, дунганские лидеры, такие как Мазуха, стремились укрепить собственное влияние и часто действовали вразрез с интересами кыргызов и уйгуров. Это привело к множеству конфликтов, особенно после захвата Кашгара, когда дунганские войска отказались передавать контроль над стратегически важными объектами кыргызам и уйгурам.
Осмон Али также сталкивался с внутренними разногласиями среди уйгурских лидеров, которые не всегда поддерживали его методы управления и стратегию. Эти разногласия привели к тому, что некоторые уйгурские лидеры начали активно противодействовать действиям Осмона паши, что ослабило общее сопротивление и привело к разделению антиколониального движения на фракции.

## Конфликты с другими лидерами
После захвата Кашгара Осмон паша столкнулся с внутренними конфликтами среди туркестанских лидеров. Это привело к временной утрате контроля над регионом и его отъезду в Кызыл-Ой. Позже он вновь вернулся к военным действиям, но был предан и арестован.
В 1934 году дунганские войска, при поддержке некоторых уйгурских лидеров, арестовали Осмона Али и отправили его в Урумчи, где он был казнён в 1935 году. Это предательство стало символом внутренних конфликтов, которые подорвали антиколониальное движение и позволили китайским властям восстановить контроль над регионом.

## Наследие
Осмон паша считается символом борьбы за независимость среди кыргызов и других народов региона. Его деятельность отражает стремление к свободе и сопротивление колониальному гнету.

## Примечание
1. ↑  Дастанбек Разак уулу. Осмондун өмүр баяны // IX. Uluslararası Genç Türkologlar Sempozyumu. — 2022. — P. 79.
2. 1 2 3 4 5  Дастанбек Разак уулу. Осмондун өмүр баяны // IX. Uluslararası Genç Türkологlar Sempozyumu. — 2022. — P. 79.
3. ↑  John W. Dardess. China Under Mongol Rule. — Princeton University Press, 1994. — P. 159.
4. ↑  Alexandre Bennigsen. Muslims of Central Asia. — Duke University Press, 1986. — P. 56.
5. ↑  Andrew D.W. Forbes. Doğu Türkistan’daki Harp Beyleri. — Mühin, 1986. — P. 128.
6. ↑  Polat Kadiri. Baturlar. — Ankara, 1983. — P. 54.
7. 1 2  Дастанбек Разак уулу. Кашкардагы окуялар // IX. Uluslararası Genç Türkологlar Sempozyumu. — 2022. — P. 86-89.
8. 1 2  Hacı Parpi Özgen. Türkistan’dan Türkiye’ye. — Konya, 1985. — P. 50.
9. ↑  Zeki Velidi Toğan. Türkistan Vaziyeti. — Ankara, 1940. — P. 28.
10. ↑  Mehmet Emin Buğra. Doğu Türkistan Tarihi. — Kabul, 1940. — P. 410.